# Конкакафов шампионат 1969.
Конкакафов шампионат 1969. (шп. CONCACAF Campeonato de Naciones енгл. NORCECA) је био четврто издање првенства КОНКАКАФ, фудбалског првенства Северне Америке, Централне Америке и Кариба (КОНКАКАФ), одржано је у Сан Хосеу, Костарика од 23. новембра до 7. децембра 1969. године.
Домаћин турнира била је Костарика у граду Сан Хозе. Седам тимова се квалификовало, али је Хаитијева дисквалификација оставила шест тимова да играју свако са сваким како би се одредио победник. Турнир је освојила нација домаћин, други пут после 1963. године, изједначивши браниоца титуле Гватемале 1:1 у одлучујућем финалном мечу.

## Стадиони
| Сан Хосе |                         |
| Сан Хосе | Сан Хосе                |
| -------- | ----------------------- |
| Сан Хосе | Стадион Насионал (1924) |
| Сан Хосе | Капацитет: 25.000       |
| Сан Хосе |                         |

## Финални турнир
| Pos | Тим               | О | П | Н | И | ГД | ГП | ГР  | Бод. |
| --- | ----------------- | - | - | - | - | -- | -- | --- | ---- |
| 1   | Костарика         | 5 | 4 | 1 | 0 | 13 | 2  | +11 | 9    |
| 2   | Гватемала         | 5 | 3 | 2 | 0 | 10 | 2  | +8  | 8    |
| 3   | Холандски Антили  | 5 | 2 | 1 | 2 | 9  | 12 | −3  | 5    |
| 4   | Мексико           | 5 | 1 | 2 | 2 | 4  | 5  | −1  | 4    |
| 5   | Тринидад и Тобаго | 5 | 1 | 1 | 3 | 4  | 12 | −8  | 3    |
| 6   | Јамајка           | 5 | 0 | 1 | 4 | 3  | 10 | −7  | 1    |

| Костарика                                          | 3:0 | Јамајка |
| -------------------------------------------------- | --- | ------- |
| Алваро Касканте · Рој Саенз · Едвард Довкинс а.г.’ |     |         |

| Гватемала                 | 2:0 | Тринидад и Тобаго |
| ------------------------- | --- | ----------------- |
| Томас Гамбоа · Марко Фион |     |                   |

| Мексико                             | 2:0 | Јамајка |
| ----------------------------------- | --- | ------- |
| Франциско Мансиља · Алфонсо Сабатер |     |         |

| Костарика                     | 2:1 | Холандски Антили |
| ----------------------------- | --- | ---------------- |
| Хаиме Грант · Алваро Касканте |     | Кроес            |

| Гватемала                                                   | 6:1 | Холандски Антили |
| ----------------------------------------------------------- | --- | ---------------- |
| Нелсон Мелгар · Данијел Саламанка · Роландо Валдез · Меленс |     | Регалес          |

| Тринидад и Тобаго                          | 3:2 | Јамајка                              |
| ------------------------------------------ | --- | ------------------------------------ |
| Евералд Камингс · Кит Даглас · Улрих Хајнс |     | Делрој Скот 20’ · Џошуа Хамилтон 31’ |

| Костарика                      | 2:0 | Мексико |
| ------------------------------ | --- | ------- |
| Хаиме Грант 4’ · Рој Саенз 33’ |     |         |

| Холандски Антили  | 3:1 | Тринидад и Тобаго |
| ----------------- | --- | ----------------- |
| Лофсток · Мартијн |     | Улрих Хајнес      |

| Гватемала      | 1:0 | Мексико |
| -------------- | --- | ------- |
| Марко Фион 46’ |     |         |

| Холандски Антили   | 2:2 | Мексико                              |
| ------------------ | --- | ------------------------------------ |
| Адалберт Топенберг |     | Хосе Алварез Креспо · Леополдо Барба |

| Гватемала | 0:0 | Јамајка |
| --------- | --- | ------- |
|           |     |         |

| Костарика                     | 5:0 | Тринидад и Тобаго |
| ----------------------------- | --- | ----------------- |
| Виктор Руиз · Валтер Елизондо |     |                   |

| Холандски Антили  | 2:1 | Јамајка      |
| ----------------- | --- | ------------ |
| Регалес · Мартијн |     | Дејвид Ларџи |

| Мексико | 0:0 | Тринидад и Тобаго |
| ------- | --- | ----------------- |
|         |     |                   |

| Костарика  | 1:1 | Гватемала          |
| ---------- | --- | ------------------ |
| Волфорд В. |     | Марко Антонио Фион |

### Достигнућа
| Најбољи играч | Победник КОНКАКАФ шампионата 1969. Костарика 2° титула | Најбољи стрелац Виктор Руиз (4. гола) |